# Kim Christiansen (politiker)
 For alternative betydninger, se Kim Christiansen. (Se også artikler, som begynder med Kim Christiansen)
Kim Greger Christiansen (født 14. september 1956 i Slagelse) er selvstændig erhvervsdrivende og var fra 8. februar 2005 til 5. juni 2019 medlem af Folketinget for Dansk Folkeparti i Århus Amtskreds og Østjyllands Storkreds. Han var partiets trafikordfører, medlem af trafikudvalget og det politisk-økonomiske udvalg samt stedfortræder i retsudvalget.

## Baggrund
Kim Christiansen er søn af murer Evald Christiansen og sygehjælper Birde Christiansen. Han bor ved Mariager.
Kim Christiansen er handelsuddannet og ejer en isenkramforretning i Hadsund.[kilde mangler]
Han ejede desuden et værtshuset og restauranten A'Porta i Mariager, ind til 2024, sammen med sin kæreste Pia Adelsteen.
Den 27. april 2007 friede han midt under en folketingsdebat til sin kæreste og fik et ja.

## Musikkarriere
Kim Christiansen var i 1980 forsanger i heavy metal-bandet Mandrake.
I 1990 udgav han poprock-albummet Måske i morgen på EMI under navnet Kim C. Han var forsanger i rockbandet Tears for Jeanie, der udgav et selvbetitlet album i 1998.
Han var med til at skrive "Uma ma" til pige-duoen Cocktail ved MGP 2001.
Han er forsanger i rock'n'roll-bandet Party Patrol siden 2003. Han drev i perioden 2002–08 pladeselskabet Uggi Guggi Records. Han skrev Dansk Folkepartis valgsang "Herfra min verden går" i 2011. I 2012 udgav han sangen "Café Pullimut" i protest mod rygeloven. I 2015 og 2019 skrev og indsang han atter DF's valgsange, hhv. "Tryghed og tillid" (2015) og "Vi elsker Danmark" (2019).
I 2013-udgaven af X Factor stillede Kim Christiansen op til audition med sangen "Bring It on Home" af Sam Cooke.
Christiansen gik ikke videre.
DR viste hans audition og dommeren Thomas Blachmans efterfølgende skarpe kommentar. I 2017 deltog Kim Christiansen i talentkonkurrencen DanskPOP Talent på dk4.

## Politisk karriere
Christiansen har været af Dansk Folkeparti siden 1997 og været opstillet til Folketinget for partiet siden 1999. Indtil 2004 i Hammelkredsen, fra 2004 til 2006 i Grenaakredsen, fra 2007 til 2010 i Skanderborgkredsen og siden 2010 i Djurskredsen.
Ved Folketingsvalget 2005 modtog han 395 personlige stemmer i Grenaakredsen.
Kim Christiansen har støttet letbaner i Københavns omegn
(Ring 3) og i Århus
som offentligt-privat partnerskab eller efter en model hvor staten ejer banen, men driften udliciteres.
I 2009 foreslog han at aldersgrænsen for små knallerter skulle sættes ned fra 16 til 15 år, fordi hastigheden snart vil blive nedsat til 25 km/t.
Hans 1089 personlige stemmer ved Folketingsvalget 2011 betød at han blev den af Dansk Folkepartis kandidater med flest stemmer i Djurskredsen.
I hele Østjyllands Storkreds modtog han 2.798 personlige stemmer og sammen med Hans Kristian Skibby vandt han partiets to kredsmandater i storkredsen.
I sommeren 2012 rejste Christiansen en uge rundt med to andre trafikordfører på samtlige togstrækninger i Danmark.
Efterfølgende rejste han i 2012 kritik mod Rejsekortet, og udtrykte bekymring for at kortet kunne betyde en medudgift på flere milliarder kroner og en skandalen sammenlignelig med IC4.
Med politikere fra Socialdemokraterne og Enhedslisten ønskede han at ændre godskørselsloven efter det i december 2012 var kommet frem at godschauffører via enkeltmandsfirmaer arbejdede for en meget lav løn.
I begyndelsen af februar 2013 blev Christiansen inddraget i DSB/Waterfront-sagen, hvor hans relation til lobbyfirmaet Waterfront blev offentligt kendt.
DR kunne fortælle at to kronikker under Christiansens navn var skrevet gennem Waterfront, at Christiansen havde modtaget koncertbilletter af firmaets direktør og at Christiansen og hans kone havde leveret isenkræmmervarer til Waterfronts organisation Copenhagen Climate Network til en værdi på 36.798 kroner.
Han havde også forsøgt at få Waterfront til at formidle fribilletter fra DSB til sin datter.
Christiansen var af byrådet i Mariager Kommune 2001-2006 og i Mariagerfjord Kommune 2007-2011. Han stillede op til byrådsvalget 2021 i Mariagerfjord Kommune, men blev ikke valgt.

## Diskografi
Solo
- Måske i morgen (1990)
- "Café Pullimut" (

Med Tears for Jeanie
- Tears for Jeanie (1998)

Sangskriver
- "Uma ma" (2001)
- "Herfra min verden går" (2011) - DF valgsang
- "Tryghed og tillid" (2015) - DF valgsang
- "Vi elsker Danmark" (2019) - DF valgsang